# Хоакин Финикс
Вижте пояснителната страница за други личности с името Хоакин.
Хоакин Финикс (на английски: Joaquin Phoenix, произношение hwɑːˈkiːn ˈfiːnɪks) е американски актьор и музикант. Носител на награди БАФТА, „Оскар“, „Грами“, награда „Изборът на публиката“ и две награди „Златен глобус“, номиниран е за четири награди „Сателит“. Произхожда от семейство на артисти, между които по-големият му брат Ривър Финикс, на когото е предричано блестящо бъдеще, докато той не умира от злоупотреба с наркотици на 23-годишна възраст. Хоакин е също така активист, особено по отношение на правата на животните.

## Биография
Хоакин е роден с името Хоакин Рафаел Ботъм в Пуерто Рико. Живее там само 4 години, след което семейството му се премества да живее в континенталната част на Америка. Живял е също така и в Латинска Америка. За известно време родителите му са активни участници в религиозен култ. Когато напускат окончателно култа през 1978 г., те променят и фамилното си име на Финикс за да символизират ново начало. И петте им деца – 3 момчета и 2 момичета, са ангажирани с актьорската кариера от малки.
На 31 октомври 1993 г. неговият брат Ривър Финикс, след свръхдоза наркотик, умира пред холивудския нощен клуб Viper Room, собственост на Джони Деп. Обаждането на Хоакин до 911 в опит да спаси брат си е излъчвано многократно по телевизията и радиото. Това предизвиква неговото оттегляне от обществения живот. След година обаче по настояване на приятелите му той се завръща в киното. През 2008 г. обявява, че окончателно се отказва от актьорската кариера и се отдава на музикалното поприще. Той записва албум с музика от филма „Да вървиш по линията“, за който получава Грами през 2007 г. Оттогава рядко е виждан на обществени места, а когато се появява, е с брада и тъмни очила, почти неузнаваем. Кейси Афлек е в процес на заснимане на документален филм за Хоакин, като го следи с камерата почти навсякъде, за да запише превъплъщението на Финикс от актьор в певец.
През 2012г. се завръща към киното с участието си във филма "Учителят" (заедно с филип Сиймур Хофман и Ейми Адамс). В следващите години кариерата му на актьор се развива с участието му в множество други филмови продукции.
Финикс е многократно награждаван за изпъленията си в киното, като своеобразен връх за него се явява ролята му на Жокера в едноименния филм "Жокера" от 2019г. За забележителното си представяне, пресъздавайки образа на Артък Флек (a.k.a. Joker), печели Оскар за най-добра мъжка роля за пръв път в кариерата си.
Хоакин Финикс е сгоден за актрисата Руни Мара от 2019г. насам. Запознават се през 2012г. по време на снимките на филма "Тя" ("Her"). Двамата имат едно дете, момченце на име Ривър, кръстено на починалия брат на актьора. Двойката в момента очаква второ дете, оповестено през 2024г.

## Филмография

### Телевизия
| година | филм                 | оригинално заглавие               | роля           | бележки                                               |
| ------ | -------------------- | --------------------------------- | -------------- | ----------------------------------------------------- |
| 1982   |                      | Seven Brides for Seven Brothers   | Травис         | телевизионен сериал, 1 епизод                         |
| 1983   |                      | Six Pack                          | Тад Ейкинс     | телевизионен филм                                     |
| 1983   |                      | Mr. Smith                         |                | телевизионен сериал, 1 епизод                         |
| 1984   |                      | Backwards: The Riddle of Dyslexia | Роби Елсуърт   | телевизионен филм, част от „ABC Afterschool Specials“ |
| 1984   |                      | The Fall Guy                      |                | телевизионен сериал, 1 епизод                         |
| 1984   |                      | Hill Street Blues                 | Даниел Флауърс | телевизионен сериал, 1 епизод                         |
| 1984   | Убийство по сценарий | Murder, She Wrote                 | Били Донован   | телевизионен сериал, 1 епизод                         |
| 1985   |                      | Kid's Don't Tell                  | Франки         | телевизионен филм                                     |
| 1985   |                      | Anything for Love                 | Тими Бейли     | телевизионен филм                                     |
| 1986   |                      | Alfred Hitchcock Presents         | Пейджи Фишър   | телевизионен сериал, 1 епизод                         |
| 1986   |                      | Morningstar/Eveningstar           | Дъг Робъртс    | телевизионен сериал, 7 епизода                        |
| 1988   |                      | Secret Witness                    | Дрю Блекбърн   | телевизионен филм                                     |
| 1989   |                      | The New Leave It to Beaver        | Кайл Клийвър   | телевизионен сериал, 1 епизод                         |
| 1989   |                      | The Adventures of Superboy        | Били Херкулес  | телевизионен сериал, 1 епизод                         |

### Кино
| година | филм                        | оригинално заглавие   | роля             | режисьор              | бележки |
| ------ | --------------------------- | --------------------- | ---------------- | --------------------- | --- |
| 1986   |                             | SpaceCamp             | Макс             |                       | |
| 1987   |                             | Russkies              | Дани             |                       | |
| 1989   | Родители                    | Parenthood            | Гари Бъкман      |                       | |
| 1995   |                             | To Die For            | Джими Емет       |                       | |
| 1997   | Обратен завой               | U Turn                | Тоби Тъкър       | Оливър Стоун          | |
| 1997   | Сестрите Абът               | Inventing the Abbotts | Дъг Холт         |                       | |
| 1998   | Сериал от убийства          | Clay Pigeons          | Клей Бидуел      |                       | |
| 1998   |                             | Return to Paradise    | Луис Макбрайд    |                       | |
| 1999   | 8 мм                        | 8 mm                  | Макс Калифорния  |                       | |
| 1999   |                             | The Yards             | Уили Гутиерез    |                       | |
| 2000   | Историята на маркиз дьо Сад | Quills                | Абат дьо Кулмиер |                       | |
| 2000   | Гладиатор                   | Gladiator             | Комод            | Ридли Скот            | - номинация – Оскар за най-добра поддържаща мъжка роля. - номинация – Награда на БАФТА за най-добър актьор в поддържаща роля. - номинация – Златен глобус за най-добър поддържащ актьор. - номинация – Сателит за най-добър актьор в поддържаща роля в драматичен филм. |
| 2001   | Пишман войници              | Buffalo Soldiers      | Рей Елуд         |                       | |
| 2002   | Следите                     | Signs                 | Мърил Хес        |                       | |
| 2003   | Братът на мечката           | Brother Bear          | Кенай (глас)     | Арън Блейс, Роб Уокър | |
| 2003   | Всичко за любовта           | It's All About Love   | Джон             |                       | |
| 2004   | Стълба 49                   | Ladder 49             | Джак Морисън     |                       | |
| 2004   | Селото                      | The Village           | Лусиъс Хънт      |                       | |
| 2004   | Хотел Руанда                | Hotel Rwanda          | Джак Даглиш      | Тери Джордж           | |
| 2005   | Да преминеш границата       | Walk the Line         | Джони Кеш        | Джеймс Манголд        | - Златен глобус за най-добър ъл или комедия. - номинация – Оскар за най-добра мъжка роля. - номинация – Награда на БАФТА за най-добър актьор в главна роля. - номинация – Сателит за най-добър актьор в мюзикъл или комедия.                                            |
| 2006   |                             | Earthlings            | (разказвач)      |                       | |
| 2007   | Господари на нощта          | We Own the Night      | Боби Грийн       |                       | също продуцент |
| 2007   |                             | Reservation Road      | Итън Лърнър      |                       | |
| 2008   | Две любовници               | Two Lovers            | Ленард           |                       | |
| 2010   |                             | I'm Still Here        | себе си          |                       | също сценарист и продуцент |
| 2012   | Учителят                    | The Master            | Фреди Куел       | Пол Томас Андерсън    | - номинация – Оскар за най-добра мъжка роля. - номинация – Награда на БАФТА за най-добър актьор в главна роля. - номинация – Златен глобус за най-добър актьор в драматичен филм. - номинация – Сателит за най-добър актьор.                                            |
| 2013   |                             | The Immigrant         | Бруно Вайс       |                       | |
| 2013   | Тя                          | Her                   | Теодор           | Спайк Джоунз          | - номинация – Златен глобус за най-добър актьор в мюзикъл или комедия. - номинация – Сатурн за най-добър актьор. |
| 2014   | Вроден порок                | Inherent Vice         | Лари Спортело    |                       | - номинация – Златен глобус за най-добър актьор в мюзикъл или комедия. |
| 2015   | Почти нормален              | Irrational Man        | Ейб Лукас        | Уди Алън              | |
| 2019   | Жокера                      | Joker                 | Артър Флек       | Тод Филипс            | - Оскар за най-добра мъжка роля. |
| 2023   | Наполеон                    | Napoleon              | Наполеон         | Ридли Скот            | |
| 2023   |                             | Beau Is Afraid        | Бо Васерман      | Ари Астер             | |
| 2024   | Жокера: Лудост за двама     | Joker: Folie à Deux   | Жокера           | Тод Филипс            | |